# Shell shock

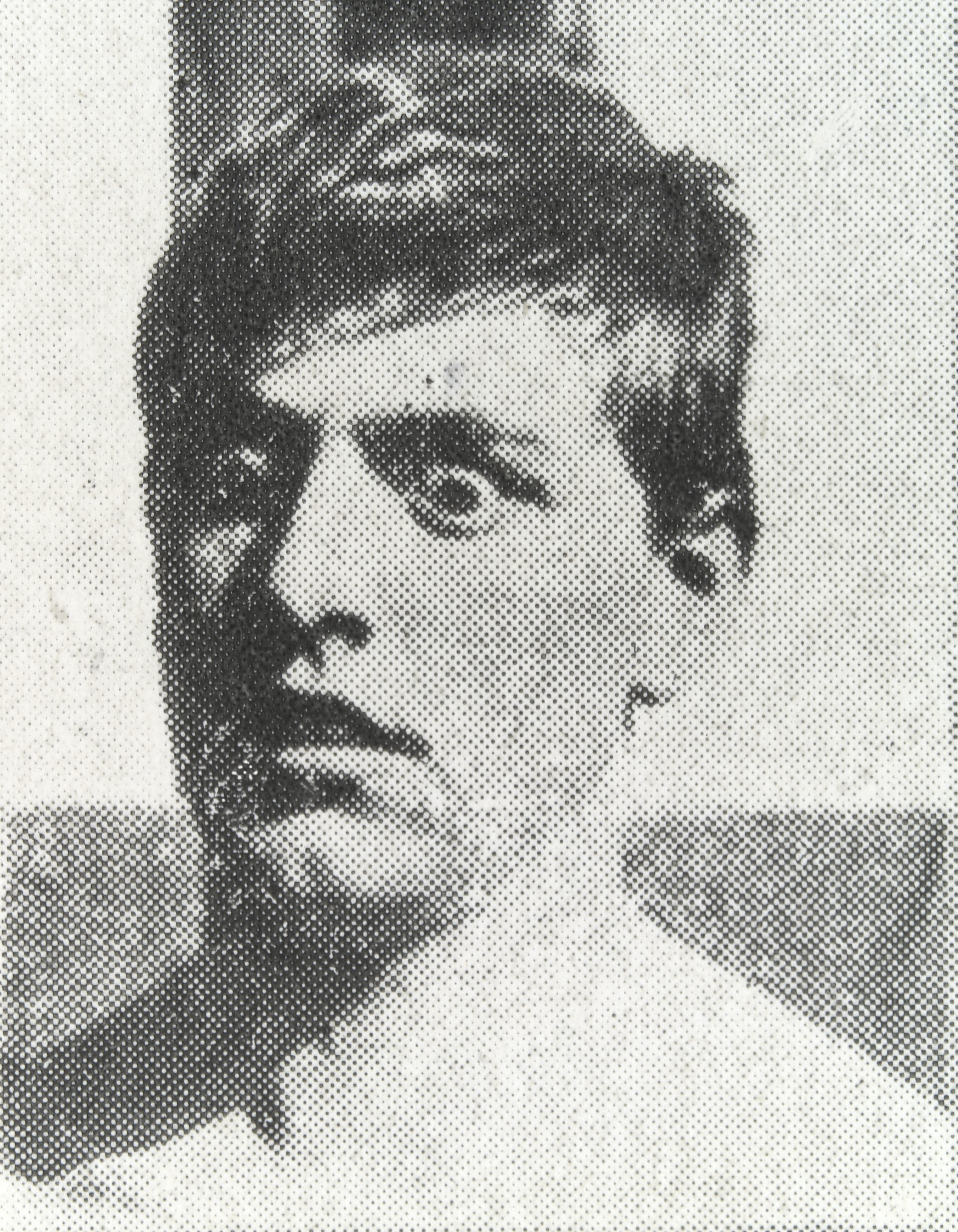
Nerwica frontowa

Nerwica frontowa (ang. shell shock) – reakcja niektórych żołnierzy uczestniczących w działaniach I wojny światowej na traumę spowodowaną działaniami wojskowymi takimi jak bombardowania czy intensywny ostrzał artyleryjski. Objawy nerwicy frontowej obejmują uczucia takie jak bezsilność, bezsenność, uczucie strachu, chęć ucieczki z pola walki, panikę czy niezdolność do logicznego myślenia. Nerwica frontowa powodowała też niezdolność do mówienia czy nawet poruszania się.
Na zaburzenia psychiczne wywołane przez nerwicę frontową cierpi Septimus Warren Smith, bohater powieści Pani Dalloway (1925) Virginii Woolf.
Nerwica frontowa jest obecnie kwalifikowana jako zespół stresu pourazowego.